# NaSSA
NaSSA ist die Abkürzung für englisch Noradrenergic and Specific Serotonergic Antidepressant (dt.: Noradrenerges und spezifisch serotonerges Antidepressivum), einer Gruppe von antidepressiven Psychopharmaka. Sie zählen zu den sogenannten „neueren Antidepressiva“.
Diese tetrazyklischen Wirkstoffe binden an Bindungstellen (Rezeptoren) für die Monoamine Noradrenalin und Serotonin, die normalerweise in einer Rückkoppelung die Freisetzung dieser Transmitter an den Nervenendigungen hemmen. Unter dem Einfluss von NaSSA steigt die Konzentration der Transmitter an. Darin ähnelt die Wirkung der NaSSA- derjenigen von SSNRI-Antidepressiva (Selektive Serotonin- und Noradrenalin-Wiederaufnahmehemmer). Sie haben jedoch deutlich stärkere antihistaminerge und daher sedierende Wirkung.
NaSSA sind Antagonisten an präsynaptischen Auto-Rezeptoren des Alpha-2 Adrenozeptortyps und bewirken dadurch eine verstärkte Ausschüttung von Noradrenalin. Zudem sind sie Antagonisten an spezifischen Serotoninrezeptoren, üblicherweise 5-HT2A und 5-HT2C, aber auch 5-HT1F, oder 5-HT2B je nach NaSSA-Wirkstoff. Mirtazapin wirkt vermutlich als Agonist an den Serotoninautorezeptoren des Typs 5-HT1A und verhindert damit eine durch α2A/C Blockade vermittelte Verstärkung der serotonergen Übertragung. Meist wirken NaSSA als H1-Antihistaminika sedierend.
Das erste NaSSA-Mianserin wurde 1967 von Organon (Tolvin®) patentiert und ist als Generikum im Handel. Weitere NaSSA sind Mirtazapin und das in Japan eingesetzte Setiptilin, beide sind chemisch eng verwandt mit Mianserin.